# Computer numerical control

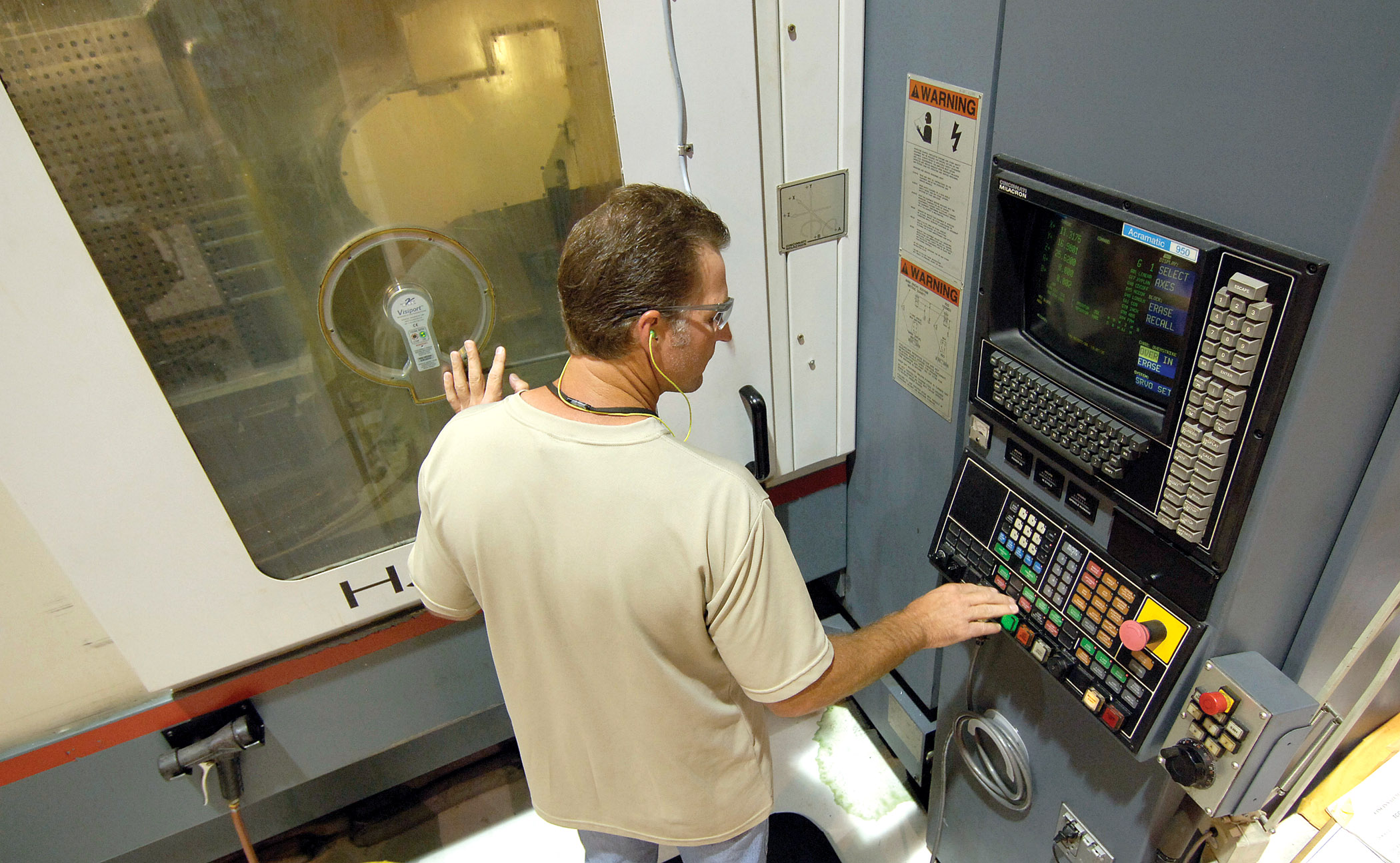
En operatör övervakar en CNC-maskin i arbete.

CNC, computer numerical control är ett datorsystem för att styra verkstadsmaskiner, eller maskiner som programmeras numeriskt. Med hjälp av styrsystemet kan man tillverka komplicerade delar på ett enhetligt och automatiskt sätt. CNC är även mycket effektivt vid tillverkning av enstaka kretskort samt gravering av skyltar och frontpaneler till apparatlådor, och på senare tid används CNC i 3D-skrivare.
Tekniken har med tiden även nått hobbyfolket. "Gör-det-själv-CNC" är till exempel mycket vanligt i Tyskland där det finns många aktiva konstruktörer inom denna genre. CNC-maskiner kan bearbeta såväl tvådimensionellt som tredimensionellt med hjälp av koordinataxlar. Vanligen har maskinen tre axlar (X, Y och Z) men ända upp till 12 koordinataxlar förekommer.

## CNC-koder
CNC-koder är instruktioner för att styra en CNC-maskin. Det finns ett språk där man programmerar i block (rader). Varje block är en instruktion som utförs innan nästa block utförs. Ett block består oftast av ett blocknummer, en rörelseinstruktion koordinater, åtskiljt med mellanrum mellan varje kommando/kod. Blocken kan innehålla mycket mer information.

### Exempel
Man ger plats för kona och radie. och även varvtal och kylvatten. och kanske ett stopp/paus för avspåning eller byte av verktyg.
N0100 G0 X100 Y0 Z0
N0200 G1 X200 Y0 Z50 F100 S1000 M3
N0210 G1 X100 Y0 Z10
N300 G1 X50 Y10 Z10
N-kommandot först i raden är blocknumret. Det finns inget tvång på vilka siffror eller i vilken ordning som kommer men det måste börja med ett N.
G-kommandot är rörelsefunktionen, dvs om maskinen ska röra med snabbmatning = G0 eller med förbestämd matning = G1 med F-kommandot, röra sig rakt, cirkulärt eller till exempel borra ett hål eller göra en gänga.
X, Y, Z är koordinater i maskinens koordinatsystem.
F-kommandot är en matningsangivelse.
S-kommandot är med vilket varvtal maskinens spindel ska snurra.
M-funktioner är maskin/programberoende, men i detta fallet är det den kod som talar om för styrsystemets spindel att snurra medurs.